# Robert Estienne
Robert Estienne, noto col nome latino di Robertus Stephanus (Parigi, 1503 – Ginevra, 7 settembre 1559), è stato un editore, filologo classico e grammatico francese.

## Biografia
Discepolo di Giano Lascaris, lavorò dapprima nella stamperia del patrigno Simon de Colines, ma già nel 1526 possedeva una propria tipografia. Assunse in seguito la direzione dell'officina del de Colines e, versatissimo in latino, greco, ebraico, fu instancabile nel propagare in Francia i monumenti letterari dell'antichità greco-latina. Claude Garamond incise per lui i suoi celebri caratteri greci e il re Francesco I lo nominò nel 1539-40 "tipografo regio". Pubblicò oltre 40 edizioni critiche di classici latini curate da lui stesso e varie grammatiche e lessici. La sua opera più notevole è il Thesaurus latinae linguae (1ª ed. 1532). Sul finire del 1550, dopo aspre lotte coi teologi della Sorbona, riparò a Ginevra, dove si convertì al protestantesimo e pubblicò Les Censures des théologiens de Paris (1552) e il Traité de la grammaire française (1557).

## Galleria d'immagini

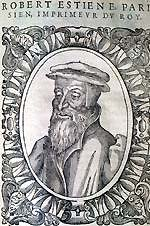
Robert Estienne
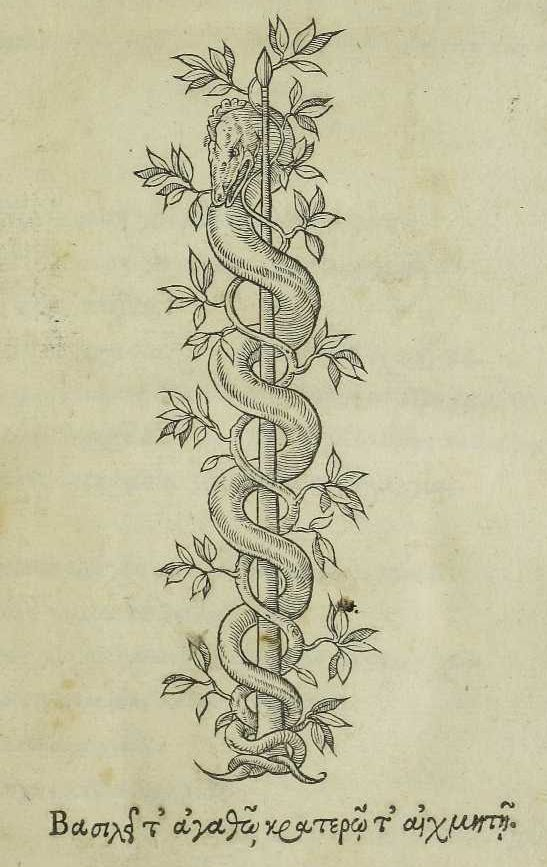
Marca tipografica di Robert Estienne
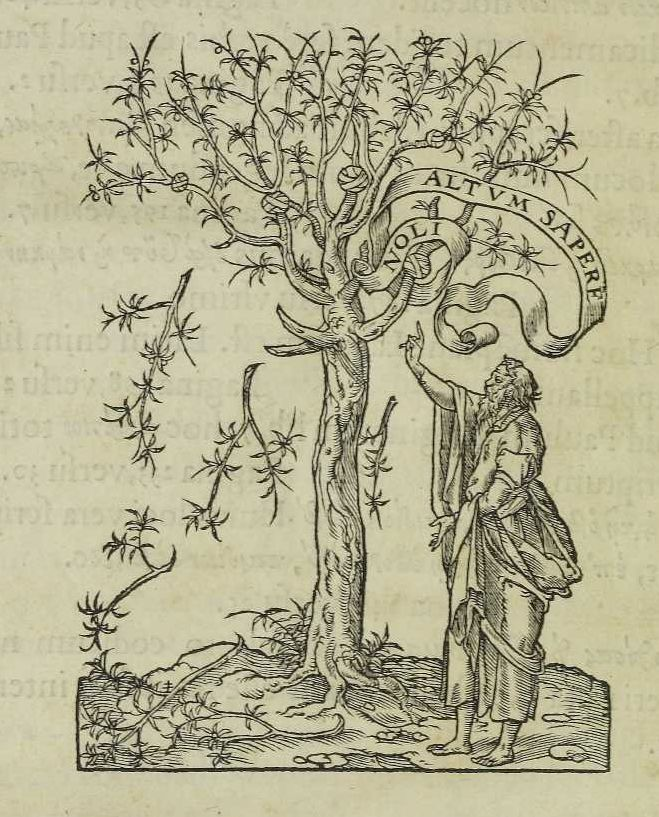
Marca tipografica di Robert Estienne